# Stoke Extinguisher
Stoke Extinguisher è un EP del gruppo punk NOFX, edito dalla Fat Wreck Chords nel novembre del 2013.
Nel disco è presente il brano The Shortest Pier, scritto dall'ex cantante dei No Use for a Name Tony Sly deceduto nel 2012, e contenuto nell'album tributo The Songs of Tony Sly: A Tribute.
La cover è stata realizzata da Jason Cruz, cantante della band punk rock Strung Out.

## Tracce
Testi e musiche di Fat Mike.
1. Stoke Extinguisher – 2:58
2. The Shortest Pier – 2:04 (Tony Sly) – album pubblicato nella compilation The Songs of Tony Sly: A Tribute
3. I Believe in Goddess (demo version) – 1:33 – presente solo nella versione in CD
4. My Stepdad's a Cop and My Stepmom's a Domme – 2:12 – presente solo nella versione in CD
5. Wore Out the Soles of My Party Boots (2012 version) – 2:11 – presente solo nella versione in CD
6. New Year's Revolution – 2:20 – presente solo nella versione in CD

## Formazione
- Fat Mike - basso e voce
- El Hefe - chitarra e voce
- Eric Melvin - chitarra e voce
- Erik Sandin - batteria